# Černý lev 777

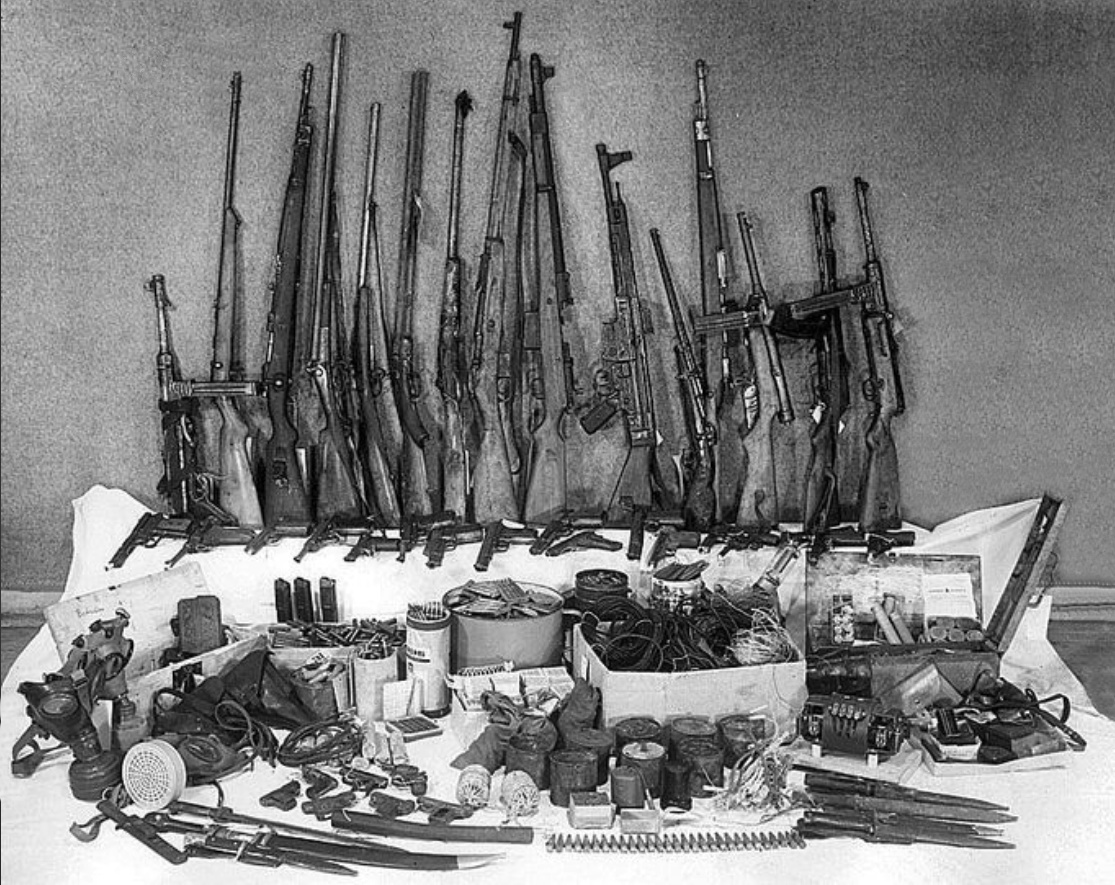
Zbraně, výbušniny a další předměty použitelné pro diverzní činnost zabavené při domovních prohlídkách u zatčených členů protikomunistické odbojové organizace Černý lev 777

Černý lev 777 byla protikomunistická odbojová organizace působící v jižních a východních Čechách od roku 1948 do poloviny padesátých let.

## Podrobněji

### Vznik a členové
Skupinu založil lodník Československé plavby labsko-oderské Jiří Řezáč (* 1928), zemědělec Jaroslav Sirotek (* 1923), někde uváděný jako Igor, a dělník Bohumil Šíma (* 1928). Tito tři členové se podíleli na plánování i uskutečnění většiny akcí skupiny. Dále se přidávali a pomáhali další lidé, například Jiří Dolista, Karel Kothera, Josef Novák a Ladislav Šimek. Nikdo z členů skupiny nesouhlasil s komunistickou totalitou a většina to dávala z počátku i otevřeně najevo. Většina členů doufala, že Američané osvobodí Československo z komunistického područí.

Zakládající členové organizace Černý lev 777
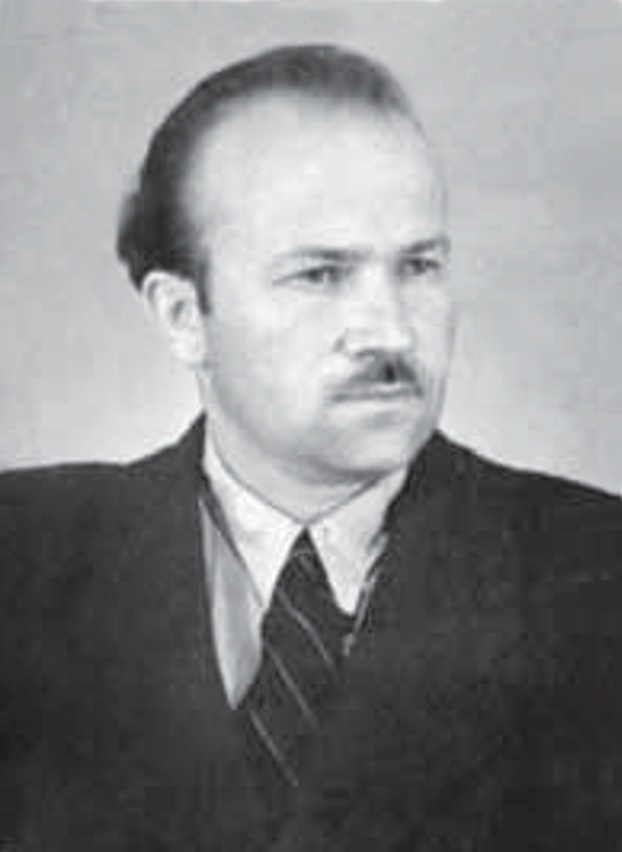
Jiří Řezáč
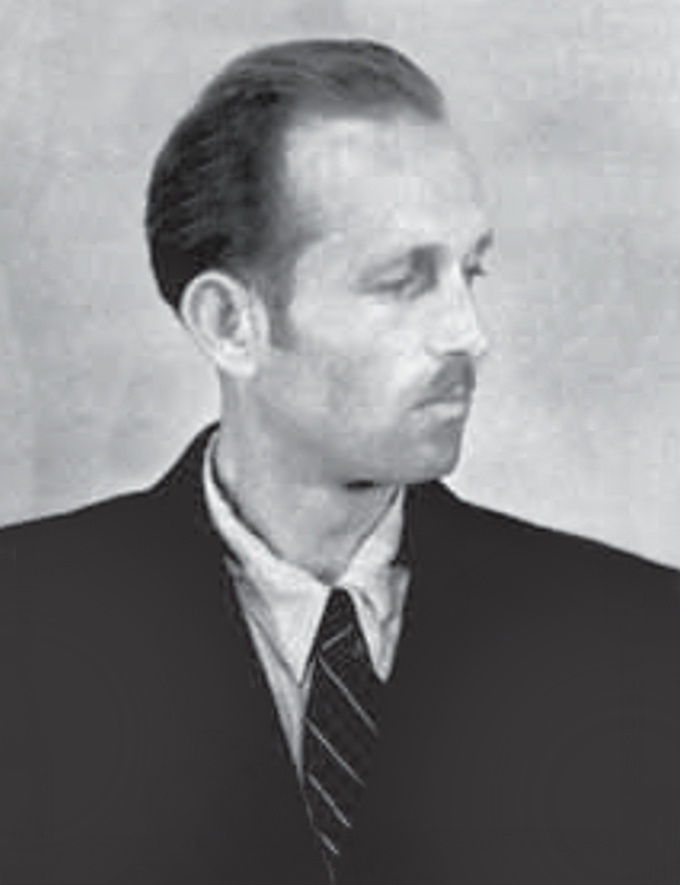
Jaroslav Sirotek
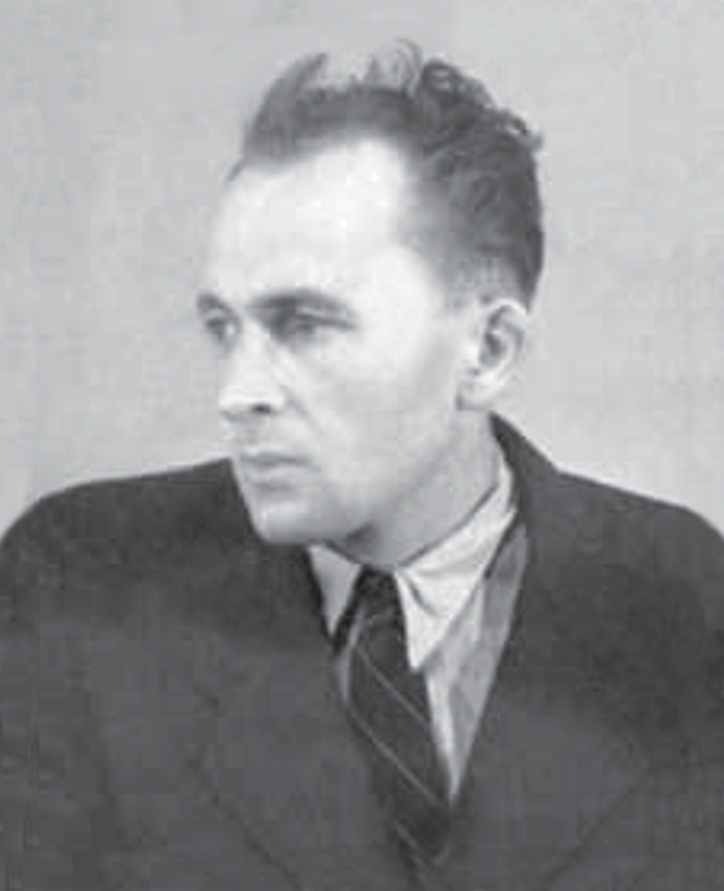
Bohumil Šíma

### Protikomunistické aktivity
- První společnou akcí bylo přerušení elektrického vedení nedaleko obce Nechvalice v dubnu 1949 ve chvíli, kdy v obci zasedala ustavující schůze JZD.
- V květnu 1949 Jiří Řezáč a Jaroslav Sirotek stříleli nad hlavu komunistického funkcionáře Stanislava Čiháka, projíždějícího kolem nich na motocyklu. Chtěli ho tak odradit od další činnosti. K útoku se přihlásili několika letáky, podepsanými Černý lev 777.
- Skupina se snažila shromažďovat zbraně a v červenci 1949 provedla svoji nejúspěšnější akci, bombový útok na sekretariát KSČ v Sedlčanech. Sekretariát byl zcela zdemolován a nikdo nebyl zraněn.
- V květnu 1950 provedli členové další podobný útok, tentokrát na sekretariát KSČ v Milevsku. Při tomto útoku byl sekretariát opět zcela zdemolován a byl zabit příslušník SNB Josef Skopový, který budovu v noci hlídal. Akce v Milevsku vyprovokovala komunistický represivní aparát, především Státní bezpečnost k obrovské aktivitě a skupina raději ukryla zbraně a utlumila činnost.
- Na začátku padesátých let 20. století většina členů skupiny musela absolvovat povinnou základní vojenskou službu a k dalším velkým akcím již nedošlo.
- V roce 1954 napsali Jaroslav Sirotek a Bohumil Šíma na silnici mezi Milevskem a Petrovicemi hesla „Poslední komunistický 1. máj“, „Ať žije USA“, „Den odplaty se blíží“ a „Víme o všech komunistech“.

### Rozkrytí skupiny, zatýkání, ...
K zatčení členů skupiny došlo až v létě 1954 pravděpodobně na základě snahy skupiny spojit se s podobně smýšlejícími lidmi, z nichž je někdo udal. Po výsleších se členové přiznali k ozbrojenému odporu a v procesu, konaném v říjnu 1954 v Milevsku byli Jiří Řezáč, Jaroslav Sirotek a Bohumil Šíma odsouzeni k trestu smrti a 10. února 1955 v Praze na Pankráci popraveni. Jiří Dolista a Josef Novák byli odsouzeni na doživotí, Ladislav Šimek k trestu odnětí svobody na 22 let a Karel Kothera na 21 let. Pádu komunistického režimu se dožil pouze Jiří Dolista, který byl až v roce 1998 zcela zproštěn obžaloby.

Odsouzení (nikoliv k trestu smrti) členové Černého lva 777
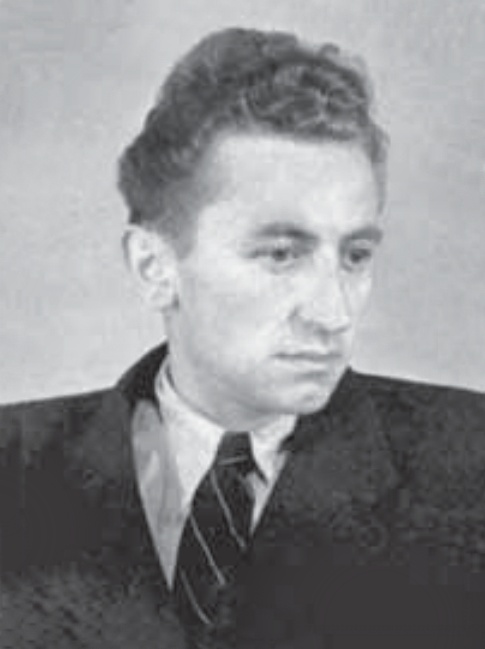
Jiří Dolista
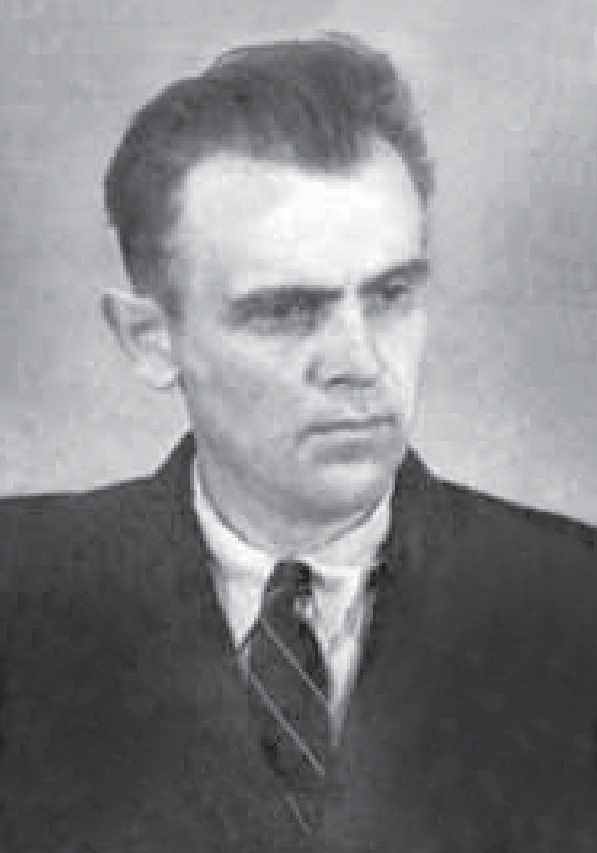
Karel Kothera
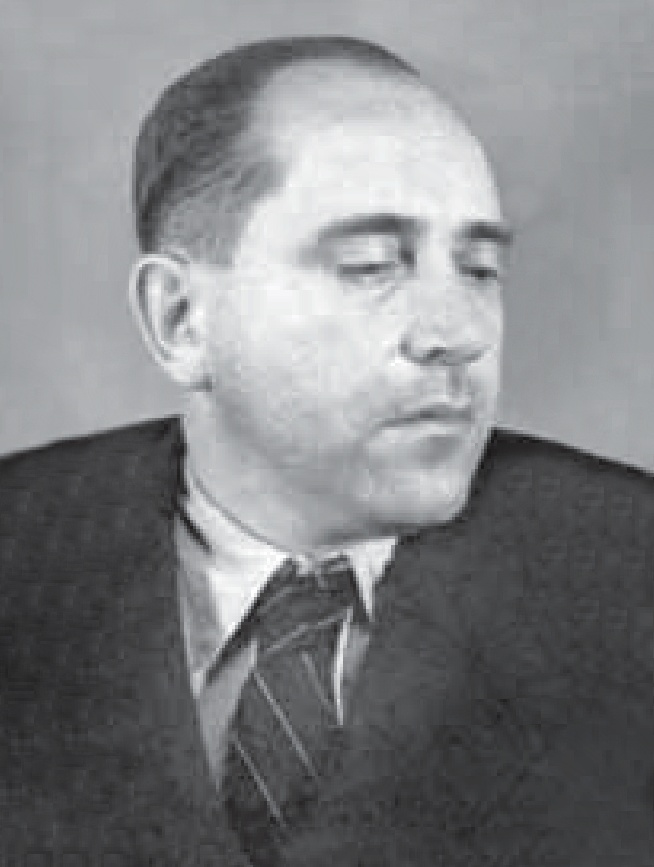
Ladislav Šimek
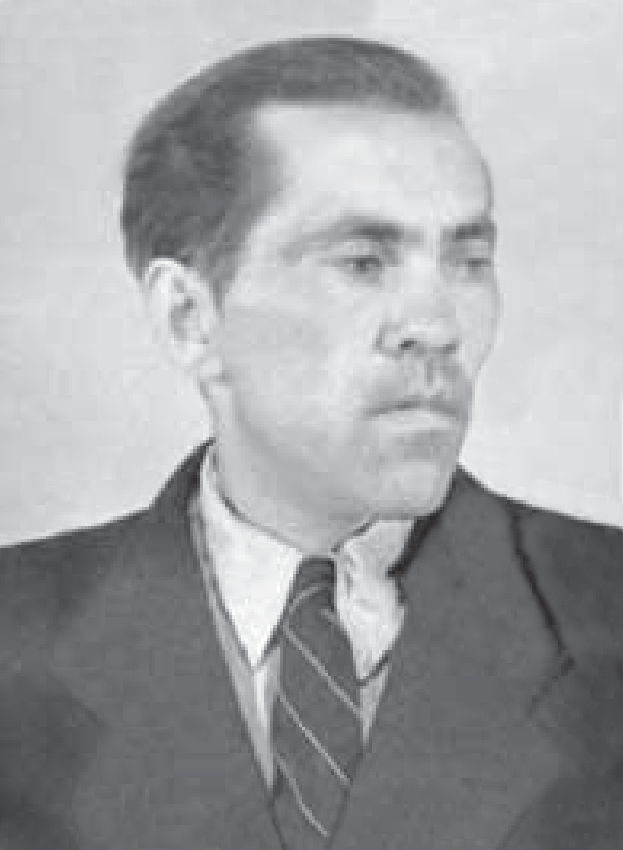
Josef Novák